# Ахеменидски Египат
Историја ахеменидског Египта обухвата две фазе: период од персијске окупације до 402. године када је Египат био једна од персијских сатрапија и период од 343. године п. н. е. тј. поновног пада Египта под Персијску власт до 332. године п. н. е. када је македонски цар Александар Велики освојио сатрапију и прикључио је своме царству.

## Прва фаза
Египат је персијској власти потчинио наследник Кира Великог, Камбиз II. Камбизов поход на Египат детаљно је описао Херодот у својој другој књизи. Херодот исказује изразито непријатељски став према Камбизу и назива га „неразумним и лудим човеком“ . Инвазији је претходило одвајање Кипра од Египта и склапање споразума са Арабљанима на Синајском полуострву. Египћани су се сукобили са Персијанцима на најисточнијем рукавцу Нила. У првој бици су одлучно потучени и приморани на повлачење у Мемфис. Мемфис је опкољен и након десет дана и освојен. Египатски краљ Псаметих III је заробљен.
Немири у Персијском царству трајали су све до Камбизове смрти и доласка Дарија I Великог на власт. Након гушења побуна, Дарије се посветио рату са Грцима стављајући Египат у други план. Египтом су владали сатрапи чија је моћ била велика. Практично, они су били самостални владари. Тако је сатрап Арианида својим намерама да се отцепи од Ахеменидског царства приморао Дарија да 517. године п. н. е. лично дође у Египат. Арианида је осуђен на смрт. Египат је био житница Персијског царства. Потом је Дарије довршио канал од Нила до Црвеног мора чије је ископавање започео краљ Нехо. Дарије је, супротно свом претходнику, поштовао египатске богове и исказао поштовање убијеном бику Апису. Након Даријеве смрти, Египћани под вођством Кабаша дижу устанак. Нови цар Ксеркс угушио је устанак, а Кабаша је убијен. Још један устанак подигли су Египћани након Ксерксове смрти (463. п. н. е.). Овај устанак познат је под називом „Инаров устанак“ по његовом вођи. У устанак су се уплели и Атињани који су, на челу Делског савеза, наставили рат са Персијом. Устанак је завршен неуспехом. Угушио га је Мегабаз, сатрап Сирије. Користећи се грађанским ратом у Персији, Амиртеј II диже устанак и протерује Персијанце из Египта (402. п. н. е.).

## Друга фаза
Фараон Нектанеб II, владар Тридесете династије, био је последњи Египћанин који је носио двоструку круну. Персијски цар Артаксеркс III покреће 343. године п. н. е. поход на Египат. Он је завршен успехом, а Египат поново потпада под персијску власт. Тридесетпрву египатску династију чинили су персијски владари: Артаксеркс III, Артаксеркс IV, Дарије III. Персијанци су вршили скрнављења египатских светиња. Врхунац је био убиство светог бика Аписа. Због тога су Македонци у Египту дочекани као ослободиоци. Персијски сатрап није пружао отпор. Александар је ушао у Мемфис где је проглашен новим фараоном.